# 600 Lake Shore Drive
600 Lake Shore Drive is een complex in Chicago, Verenigde Staten. Het bestaat uit twee torens en werd in 2008 voltooid.

## Ontwerp
600 Lake Shore Drive bestaat uit twee torens, de hoogste hiervan is 156,36 meter hoog en telt 47 verdiepingen. De lagere toren is 138,08 meter hoog en telt 41 verdiepingen.
Het complex bevat woningen die een oppervlakte hebben van ongeveer 92,9 vierkante meter, tot meer dan 232,3 vierkante meter en is door Pappageorge/Haymes in modernistische stijl ontworpen.